# 伊藤安吉
伊藤 安吉（いとう やすきち、1873年（明治6年）5月14日 - 1951年（昭和26年）9月15日）は、明治後期から昭和前期の海軍軍人、政治家、華族。海軍造機少将、貴族院男爵議員。

## 経歴
東京府出身。海軍士官・伊藤雋吉の長男として生まれる。父・雋吉の死去に伴い、1921年（大正10年）5月10日、家督を相続し男爵を襲爵した。
1898年（明治31年）10月、海軍造船学生となり、1899年（明治32年）6月、東京帝国大学工科大学機械工学科を卒業。同年6月、海軍造船中技士に任官し横須賀海軍造船廠造機科主幹に就任。以後、艦政本部部員、造船監督官、舞鶴海軍工廠造機部長、艦政局第三課長などを歴任し、1917年（大正6年）6月、横須賀海軍工廠造機部長に就任。1919年（大正8年）6月1日、海軍造機総監に進級し、同年9月23日、官名改称により海軍造機少将となる。1921年（大正10年）6月15日、艦政本部出仕に転じ、1922年（大正11年）4月10日、待命、1923年（大正12年）3月31日、予備役、1933年（昭和8年）5月14日、後備役を経て、1938年（昭和13年）5月14日に退役した。
1925年（大正14年）7月10日、貴族院男爵議員に選出され、公正会に属し1932年（昭和7年）7月9日まで在任した。

## 栄典
- 1907年（明治40年）12月27日 - 正五位[7]
- 1923年（大正12年）4月30日 - 従三位[8]

## 著作
- 『住宅に就て』有終会、1923年。

## 親族
- 長男：伊藤盾雄[9]
- 二男：広幡増弥（広幡忠隆養子）[1][2]